# Saint-Varent
Saint-Varent és un municipi francès situat al departament de Deux-Sèvres i a la regió de la Nova Aquitània. L'any 2007 tenia 2.464 habitants.

## Demografia

### Població
El 2007 la població de fet de Saint-Varent era de 2.464 persones. Hi havia 966 famílies de les quals 251 eren unipersonals (78 homes vivint sols i 173 dones vivint soles), 375 parelles sense fills, 316 parelles amb fills i 24 famílies monoparentals amb fills.
La població ha evolucionat segons el següent gràfic:
Habitants censats

### Habitatges
El 2007 hi havia 1.124 habitatges, 991 eren l'habitatge principal de la família, 47 eren segones residències i 86 estaven desocupats. 1.065 eren cases i 38 eren apartaments. Dels 991 habitatges principals, 749 estaven ocupats pels seus propietaris, 221 estaven llogats i ocupats pels llogaters i 21 estaven cedits a títol gratuït; 24 tenien una cambra, 49 en tenien dues, 136 en tenien tres, 296 en tenien quatre i 487 en tenien cinc o més. 739 habitatges disposaven pel capbaix d'una plaça de pàrquing. A 436 habitatges hi havia un automòbil i a 447 n'hi havia dos o més.

### Piràmide de població
La piràmide de població per edats i sexe el 2009 era:
| Homes | Edats   | Dones |
| ----- | ------- | ----- |
| 4     | 95 o +  | 4     |
| 16    | 90 a 94 | 16    |
| 16    | 85 a 89 | 72    |
| 20    | 80 a 84 | 28    |
| 48    | 75 a 79 | 64    |
| 84    | 70 a 74 | 72    |
| 76    | 65 a 69 | 76    |
| 68    | 60 a 64 | 72    |
| 68    | 55 a 59 | 72    |
| 92    | 50 a 54 | 104   |
| 84    | 45 a 49 | 68    |
| 72    | 40 a 44 | 104   |
| 52    | 35 a 39 | 60    |
| 80    | 30 a 34 | 52    |
| 108   | 25 a 29 | 92    |
| 52    | 20 a 24 | 48    |
| 84    | 15 a 19 | 72    |
| 56    | 10 a 14 | 80    |
| 48    | 5 a 9   | 72    |
| 44    | 0 a 4   | 52    |

## Economia
El 2007 la població en edat de treballar era de 1.435 persones, 1.050 eren actives i 385 eren inactives. De les 1.050 persones actives 971 estaven ocupades (516 homes i 455 dones) i 80 estaven aturades (34 homes i 46 dones). De les 385 persones inactives 137 estaven jubilades, 95 estaven estudiant i 153 estaven classificades com a «altres inactius».

### Ingressos
El 2009 a Saint-Varent hi havia 1.017 unitats fiscals que integraven 2.393 persones, la mediana anual d'ingressos fiscals per persona era de 15.435 €.

### Activitats econòmiques
Dels 117 establiments que hi havia el 2007, 2 eren d'empreses extractives, 4 d'empreses alimentàries, 7 d'empreses de fabricació d'altres productes industrials, 21 d'empreses de construcció, 20 d'empreses de comerç i reparació d'automòbils, 11 d'empreses de transport, 4 d'empreses d'hostatgeria i restauració, 1 d'una empresa d'informació i comunicació, 4 d'empreses financeres, 11 d'empreses immobiliàries, 12 d'empreses de serveis, 16 d'entitats de l'administració pública i 4 d'empreses classificades com a «altres activitats de serveis».
Dels 40 establiments de servei als particulars que hi havia el 2009, 1 era una gendarmeria, 1 oficina de correu, 3 oficines bancàries, 1 funerària, 6 tallers de reparació d'automòbils i de material agrícola, 1 taller d'inspecció tècnica de vehicles, 1 autoescola, 3 paletes, 5 guixaires pintors, 4 fusteries, 2 lampisteries, 3 electricistes, 2 empreses de construcció, 2 perruqueries, 1 restaurant, 3 agències immobiliàries i 1 saló de bellesa.
Dels 7 establiments comercials que hi havia el 2009, 1 era un supermercat, 1 una gran superfície de material de bricolatge, 2 fleques, 1 una carnisseria, 1 una joieria i 1 una floristeria.
L'any 2000 a Saint-Varent hi havia 53 explotacions agrícoles que ocupaven un total de 2.175 hectàrees.

## Equipaments sanitaris i escolars
El 2009 hi havia 2 farmàcies i 2 ambulàncies.
El 2009 hi havia 1 escola maternal i 1 escola elemental. Saint-Varent disposava d'un col·legi d'educació secundària amb 206 alumnes.

## Poblacions més properes
El següent diagrama mostra les poblacions més properes.